# Milan Baroš
Milan Baroš (Valašské Meziříčí, 28. listopada 1981.), češki nogometaš i bivši reprezentativac koji trenutno igra za FK Vigantice na amaterskoj razini. Za češku reprezentaciju je igrao od 2001. do 2012. godine.

## Karijera
Baroš se pridružio Liverpoolu 2002. i dobio dres s brojom 5. Njegov debi u Ligi prvaka je bio u gostima u Barceloni. Sljedeće godine je završio sezonu s 12 golova za klub. Od 2005. do 2007. igrao je za Aston Villu.
Dana 26. siječnja 2007., Baroš je potpisao ugovor za francuski Olympique Lyonnais. Baroš je poslije odigrao značajnu ulogu u Portsmouthu. Iste godine je prešao u turski Galatasaray SK za naknadu od 7 milijuna eura. 

## Vanjske poveznice
- Profil na Transfermarktu
- Profil na Soccerwayu